# Léa Brindjonc
Léa Brindjonc, née le 7 avril 2004 à Alençon, est une coureuse cycliste française pratiquant le BMX.

## Carrière
Léa Brindjonc remporte la médaille d'or par équipes aux Championnats d'Europe de BMX 2021 à Zolder. Le 31 juillet 2022, elle devient championne du monde junior de BMX à Nantes.

## Palmarès en BMX

### Championnats du monde
- Nantes 2022
  -  Championne du monde de BMX juniors

### Coupe du monde
- 2021 (espoirs) : 2e du classement général, vainqueur d'une manche
- 2023 : 29e du classement général
- 2024 : 28e du classement général

### Championnats d'Europe
- Zolder 2021
  -  Championne d'Europe du contre-la-montre par équipes en BMX
- Dessel 2022
  -  Championne d'Europe du contre-la-montre par équipes en BMX
- Besançon 2023
  -  Médaillée d'argent du contre-la-montre par équipes en BMX

### Championnats de France
- 2021
  - 2e du BMX juniors
  - 2e du contre-la-montre en BMX juniors
- 2022
  -  Championne de France de BMX juniors
  -  Championne de France de contre-la-montre en BMX juniors
- 2023
  -  Championne de France de contre-la-montre en BMX
- 2024
  - 2e du BMX
  - 2e du contre-la-montre en BMX